# Ley de Grimm
La Ley de Grimm o primera mutación consonántica [del germánico] (erste Lautverschiebung en alemán) es un fenómeno de la época temprana de la evolución del germánico y el armenio –en torno al siglo I a. C.– por el cual el conjunto de los fonemas oclusivos sordos y sonoros heredados del indoeuropeo se transformó por completo conservando el punto de articulación pero alterando el modo. Estos fonemas se alteraron de manera sistemática y simultánea. Según las últimas investigaciones, este fenómeno parece radicar en un retraso en la apertura de la glotis al realizar las series indoeuropeas de oclusivas.
Los descubridores de este fenómeno fueron Friedrich von Schlegel y Rasmus Christian Rask, pero fue Jacob Grimm (uno de los hermanos Grimm) el primero en formularla en el año 1822 tal y como se la conoce actualmente. 
Tradicionalmente se describe este fenómeno en tres actos. La ley de Grimm se complementa con la Ley de Verner para explicar ciertas aparentes irregularidades.

## Oclusivas sordas
Todas las oclusivas sordas evolucionan en germánico a fricativas sordas:
| Indoeuropeo | Germánico |
| ----------- | --------- |
| p           | f         |
| t           | θ         |
| k           | h         |
| kʷ          | hʷ        |

### Ejemplos
Los ejemplos siguientes muestran la evolución de palabras indoeuropeas, en tanto no se diga lo contrario:
- *bʰréh₂tēr «hermano» > gótico brōþar, inglés antiguo brōðor.
- *weik- > *wīhaz «sagrado» > gótico weihan, alto alemán antiguo wīhen «consagrar, santificar».

### Excepciones
La mutación de las oclusivas sordas no se produce en dos casos:
1. Si delante de la oclusiva sorda aparece el fonema /s/: pIE *h₂stḗr «estrella» > gótico staírnō.
2. Si la oclusiva sorda sigue a una fricativa /f/ o /h/: pIE *kh₂ptós «apoderado, arrebatado» > alto alemán antiguo haft «cautivo».

## Oclusivas sonoras aspiradas
| Indoeuropeo | Germánico |
| ----------- | --------- |
| bh          | b         |
| dh          | ð         |
| gh          | ɡ         |
| gʷh         | ɡʷ        |

### Ejemplos
- *bʰéndʰ-e- > sajón antiguo bindan «enlazar»
- *gʰóstis > nórdico antiguo gestr «huésped, invitado»

## Oclusivas sonoras
| Indoeuropeo | Germánico |
| ----------- | --------- |
| *b          | *p        |
| *d          | *t        |
| *g          | *k        |
| *gʷ         | *kʷ       |

### Ejemplos
- *h₂éug-e- > gótico aukan «aumentar; crecer»
- *h₁regʷ-es- > nórdico antiguo røkkr «tinieblas»

## Teoría glotálica
Dentro de la hipótesis glotálica para el sistema fonológico del protoindoeuropeo, los fonemas escritos tradicionalmente como /*dh, *d, *t/ tendrían como alófonos principales [d(ʱ), tʼ, t(ʰ)]. Idénticamente, en las otras series se tendría que la ley de Grimm no constituye un cambio, sino realmente un arcaísmo o retención preservada tanto en las lenguas germánicas como en armenio.